# Cylindrophis jodiae
Cylindrophis jodiae is een slang uit de familie cilinderslangen (Cylindrophiidae). De soort komt voor in Vietnam en China.
Cylindrophis aruensis · Cylindrophis boulengeri · Cylindrophis burmanus · Cylindrophis engkariensis · Cylindrophis isolepis · Cylindrophis jodiae · Cylindrophis lineatus · Cylindrophis maculatus · Cylindrophis melanotus · Cylindrophis opisthorhodus · Cylindrophis osheai · Cilinderslang (C. ruffus) · Cylindrophis subocularis · Cylindrophis yamdena